# Océans
Océans (lançado no Brasil com o título Oceanos e nos Estados Unidos e Canadá como Oceans) é um documentário francês voltado para a natureza. Foi dirigido por Jacques Perrin e distribuído na França pelo Pathé Cinéma em 27 de janeiro de 2010. O documentário foi lançado nos Estados Unidos e Canadá pela Disneynature em 22 de abril de 2010, como uma homenagem ao Dia da Terra. A versão americana tem cerca de 20 minutos a menos que a original e conta com Pierce Brosnan como narrador. Demi Lovato e Joe Jonas gravaram a canção "Make a Wave" para essa versão do documentário.
O filme explora os cinco oceanos da Terra, mostrando a realidade das criaturas marinhas. Foi geralmente bem recebido pelos críticos, obtendo uma média de 80% de aprovação no Rotten Tomatoes, que se baseou em 64 críticas recolhidas.